# Juniorfotboll
Juniorfotboll är beteckning på den fotboll som utövas i en idrottsförening av ett juniorlag, det vill säga yngre spelare som ännu inte uppnått seniornivå. Enligt Svenska fotbollförbundets tävlingsregler betecknas en spelare som junior först från och med det kalenderår spelaren fyller 18 år till och med det kalenderår spelaren fyller 19 år. Dessförinnan betecknas spelaren som ungdomsspelare till och med det kalenderår spelaren fyller 17 år och som senior från och med det kalenderår spelaren fyller 20 år.
Juniorfotbollen i Sverige är organiserad på ett liknande sätt som seniorfotbollen med serier och mästerskap på motsvarande sett som seniorfotboll. De är underställda Svenska fotbollförbundet och styrs samt regleras av förbundets tävlingsbestämmelser.